# 론피분군
론피분군은 나콘시탐마랏주의 행정 구역이다. 이 지역의 총 인구 수는 2005년 기준으로 82754명이다. 인구 밀도는 246.7km2이다.